# Razpad beta
Razpad beta je radioaktivni razpad, pri katerem atomsko jedro izseva delec beta. V to skupino razpadov se uvršča razpade β+, β- in ujetje elektrona.
Energijski spekter delcev β je zvezen, njihova kinetična energija leži na intervalu od 0 do zgornje meje nekaj MeV.
Pri razpadu beta imamo tudi značilnostno izsevanje žarkov manjše frekvence.

## Razpad β-
Pri razpadu β- se nevtron v jedru pretvori v proton, delec β- (elektron) in elektronski antinevtrino. Vrstno število se ob tem poveča za 1, masno število pa ohrani.
{\displaystyle n\rightarrow p+\beta ^{-}+{\overline {\nu }}\!\,}

## Razpad β+
Pri razpadu β+ pa se proton v jedru pretvori v nevtron, delec β+ (pozitron) in elektronski nevtrino. Ob tem se vrstno število zmanjša za 1, masno število pa ohrani.
{\displaystyle p\rightarrow n+\beta ^{+}+\nu \!\,}

## Ujetje elektrona
Pri tem načinu razpada – pogost izraz zanj je tudi zajetje K – se v jedru absorbira eden od elektronov atoma, katerega jedro razpada.
{\displaystyle p+e^{-}\rightarrow n+\nu \!\,}
Verjetneje je, da se v jedru absorbira elektron z ene od tistih elektronskih lupin, katerih elektronski oblak se kar največ prekriva z jedrom, to pa je najbolj notranja elektronska lupina, torej lupina K. Atom, ki nastane pri tem procesu, je v vzbujenem stanju, ker eden od nivojev z nizko energijo ni povsem zaseden. V osnovno stanje preide atom tako, da ta nivo zasede eden od elektronov iz višjih energijskih nivojev. Pri tem atom izseva foton, ki ima energijo za to vrsto atomov značilnih rentgenskih žarkov. Razpade z ujetjem elektrona se zato lahko zazna posredno, z merjenjem značilnih rentgenskih žarkov.